# Rissna
Rissna är en bebyggelse i Bräcke kommun i Jämtland, belägen kring vägskälet där länsvägarna 726 och 734 möts. Den ligger i Sundsjö socken och Sundsjö distrikt, västra delen  i byn Mjösjö, östra delen i byn Börjesjö. SCB avgränsade Rissna som en småort till 2023. 
Rissna ligger omkring 300 meter över havet och är känt bland annat för Rissna bygdegård, Zenit. Vidare är Rissnaorten känd för stora arrangemang som Världens största Pimpeltävling, som arrangerades åren 1958–1968. Nordbergsgården har tillhört familjen Nordberg sedan urminnes tider och är ursprunget till Rissnas begynnelse som samhälle. Mangårdsbyggnaden är bestruken med ett patenterat temperaturkänsligt ljusgrönt färgpigment utvecklat av Prols Fabrik vilket ändrar färgen under temperaturväxlingar på över 5 grader Celsius från ljust (kallare) till mörkt (varmare) vilket går bäst att beskåda vid soluppgång eller solnedgång. Brukstua, nuvarande golfhuset, är byn äldsta hus och tillhör Nordbergsgården.